# リーガ・エスパニョーラ2003-2004
スペインのサッカー国内リーグであるリーガ・エスパニョーラの第73シーズンは、2003年8月30日から2004年5月23日に開催された。
セグンダ・ディビシオン2002-2003で1部リーグ昇格を決め、本シーズンよりプリメーラ・ディビシオンに参戦するのは、レアル・ムルシア、レアル・サラゴサ、アルバセテ・バロンピエの3クラブ 。
ラファエル・ベニテス監督の元、バレンシアCFが2シーズンぶり6回目の優勝を達成した 。

## チーム構成
前シーズン（2002-03）にて、レアル・ソシエダとのトップ争いの末、優勝を飾ったレアル・マドリードであったが、ビセンテ・デル・ボスケ監督（1999-2003）はトルコのチームに移籍し、また、フェルナンド・イエロ、クロード・マケレレ、フェルナンド・モリエンテスといった選手たちは放出となった。一方、マンチェスター・ユナイテッドからデイビッド・ベッカム とポルトガル人監督カルロス・ケイロスを迎えて新たな時代のスタートとなった。レアル・マドリードには、すでにラウル・ゴンザェレス、ルイス・フィーゴ、ジネディーヌ・ジダン、ロベルト・カルロス、ロナウド・ナザーリオがいた。このように、レアル・マドリードの理事会は、"ギャラクティコス "（銀河系軍団）を目指し、スター選手と地元養成選手層からチームを構成した 。
一方、FCバルセロナは、数年間タイトルに恵まれず、ジョアン・ガスパール前会長が辞任した後、ジョアン・ラポルタが会長（2003-2010）となり、再建期に入った。ラポルタは、2002年にブラジル代表としてワールドカップで活躍したブラジル人選手、ロナウジーニョ・ガウショと契約した。さらに、メキシコ人のラファエル・マルケスも獲得した 。また、新たに、オランダ人フランク・ライカールト（2003－2008）が、スパルタ・ロッテルダム監督の立場から抜擢された。

## 経過

### レアル・マドリード
当初、リーグは、レアル・マドリードと、2年前の強さを取り戻したバレンシアFCとの間の争いで、最後の3ケ月を残す時点で、2チームは、同ポイントという状況であった。しかし、バレンシアFCは、その地元で、レアル・マドリードに勝ち、また、レアル・マドリードとの地元ベルナベウ・サッカー場での試合で、同点試合になった。しかし、これは、バレンシアFCのカルロス・マルチェナ選手のレアル・マドリードのラウル・ゴンザレスに対するPK が、大きな物議を巻き起こした 。試合は、これで同点となり、レアル・マドリードはホームでの敗北を免れた。この問題は、その後も数年間、語り草になった 。それ以降、レアル・マドリードは、負のスパイラルに陥っていった。奇しくも、2004年3月11日に、マドリード市で発生したマドリード列車爆破テロ事件の緊急事態は、レアル・マドリードにも影響を与えた。終盤の7試合の内、6試合が敗北となり、スター選手層にふさわしくない状況となった。最終戦では、ホームでのレアル・ソシエダとの対戦で、4-1で敗戦となり、辛うじてリーグ4位を保った 。

### バレンシアFC
このようなレアル・マドリードの不振の中、バレンシアFCは、守備に重点をおいた体制でサンティアゴ・カニサレス（1998-2008）GKの強みの元、ビセンテ・ロドリゲス、ミゲル・アンヘル・フェレール等が、得点を確実にした。カニサレスは、このシーズンの最もゴールを防いだ選手に与えられる、４回目のサモラ賞を受賞。バレンシアFCは、このリーグでの優勝のみならず、欧州レベルでも、この勝ち運は継続し、1919年からの85年間のチーム史の中でも、最も特記される年になった 。ラファエル・ベニテス監督（2001ー2004）は、その後、リバプールFCに移った。

### FCバルセロナ
FCバルセロナは、ライカールト新監督 の元でスタートしたが、シーズン前半は、チームの融合を図るのに時間を要し、負けが続いて中間位置にとどまっていた。しかし、1月になってから、15試合で13勝と、好調な後半戦となり、最終的に2位に付いた 。一方、前シーズン２位であった、レアル・ソシエダは振るわず、6位に終わった。

## 順位
| 順位 | クラブ名                 | 勝点 | 勝 | 分 | 負 | 得点 | 失点 | 差  | 備考                                                  |
| ---- | ------------------------ | ---- | -- | -- | -- | ---- | ---- | --- | ----------------------------------------------------- |
| 1    | バレンシア               | 77   | 23 | 8  | 7  | 71   | 27   | +44 | UEFAチャンピオンズリーグ 2004-05 グループリーグ出場権 |
| 2    | FCバルセロナ             | 72   | 21 | 9  | 8  | 63   | 39   | +24 | UEFAチャンピオンズリーグ 2004-05 グループリーグ出場権 |
| 3    | デポルティーボ           | 71   | 21 | 8  | 9  | 60   | 34   | +26 | UEFAチャンピオンズリーグ 2004-05 3回戦出場権          |
| 4    | レアル・マドリード       | 70   | 21 | 7  | 10 | 72   | 54   | +18 | UEFAチャンピオンズリーグ 2004-05 3回戦出場権          |
| 5    | アスレティック・ビルバオ | 56   | 15 | 11 | 12 | 53   | 49   | +4  | UEFAカップ 2004-05 1回戦出場権                        |
| 6    | セビージャ               | 55   | 15 | 10 | 13 | 56   | 45   | +11 | UEFAカップ 2004-05 1回戦出場権                        |
| 7    | アトレティコ・マドリード | 55   | 15 | 10 | 13 | 51   | 53   | -2  | UEFAインタートトカップ 2004 三回戦出場権              |
| 8    | ビジャレアル             | 54   | 15 | 9  | 14 | 47   | 49   | -2  | UEFAインタートトカップ 2004 二回戦出場権              |
| 9    | レアル・ベティス         | 52   | 13 | 13 | 12 | 46   | 43   | +3  |                                                       |
| 10   | マラガ                   | 51   | 15 | 6  | 17 | 50   | 55   | -5  |                                                       |
| 11   | マジョルカ               | 51   | 15 | 6  | 17 | 54   | 66   | -12 |                                                       |
| 12   | レアル・サラゴサ         | 48   | 13 | 9  | 16 | 46   | 55   | -9  | UEFAカップ 2004-051回戦出場権                         |
| 13   | オサスナ                 | 48   | 11 | 15 | 12 | 38   | 37   | +1  |                                                       |
| 14   | アルバセテ・バロンピエ   | 47   | 13 | 8  | 17 | 40   | 48   | -8  |                                                       |
| 15   | レアル・ソシエダ         | 46   | 11 | 13 | 14 | 49   | 53   | -4  |                                                       |
| 16   | ラシン・サンタンデール   | 43   | 11 | 10 | 17 | 48   | 63   | -15 |                                                       |
| 17   | エスパニョール           | 43   | 13 | 4  | 21 | 48   | 64   | -16 |                                                       |
| 18   | レアル・バリャドリード   | 41   | 10 | 11 | 17 | 46   | 56   | -10 | セグンダ・ディビシオンに自動降格                      |
| 19   | セルタ・デ・ビーゴ       | 39   | 9  | 12 | 17 | 48   | 68   | -20 | セグンダ・ディビシオンに自動降格                      |
| 20   | レアル・ムルシア         | 26   | 5  | 11 | 22 | 29   | 57   | -28 | セグンダ・ディビシオンに自動降格                      |

1. ↑  “LaLiga 03/04” (スペイン語). www.transfermarkt.es. 2024年7月20日閲覧。
2. ↑  “El Valencia, campeón de Liga 2003-04” (スペイン語). El País. (2004年5月9日). ISSN 1134-6582 2024年7月20日閲覧。
3. ↑  “Del Bosque: "Es una aventura que me apetecía"”. 2024年6月21日閲覧。
4. ↑  “El Real Madrid ficha a David Beckham”.   EL PAIS, Deportes. 2024年6月21日閲覧。
5. ↑  “Real Madrid CF - Fichajes 03/04” (スペイン語). www.transfermarkt.es. 2024年7月20日閲覧。
6. ↑  “Joan Laporta i Estruch (2003-2010)”.   fcbarcelona. 2024年6月21日閲覧。
7. ↑  “El Barcelona ficha a un galáctico, Ronaldinho Gaucho”.   MARCA.COM. 2024-06[21閲覧。
8. ↑  “FC Barcelona - Fichajes 03/04” (スペイン語). www.transfermarkt.es. 2024年7月20日閲覧。
9. ↑  “Frank Rijkaard, nuevo técnico del Barça”.   Diario AS. 2024年6月21日閲覧。
10. ↑  “Real Madrid 1-1 Valencia (15 de Feb., 2004) Análisis del partido” (スペイン語). ESPN DEPORTES. 2024年7月20日閲覧。
11. ↑  Jorge F (2009-11-02), Liga 2003-2004. Real Madrid - Valencia: Penalty a Raúl 2024年7月20日閲覧。
12. ↑  EFE, L. D. (2004年2月16日). “El Real Madrid empata en el descuento con un dudoso penalti ante el Valencia y conserva el liderato” (スペイン語). Libertad Digital. 2024年7月20日閲覧。
13. ↑  “Real Madrid 1-4 Real Sociedad :: La Liga 2003/2004 :: Ficha del Partido :: ceroacero.es” (スペイン語). www.ceroacero.es. 2024年7月20日閲覧。
14. ↑  “Tal día como hoy el Valencia CF en 2004 se proclamó campeón de Liga - Valencia CF” (スペイン語). www.valenciacf.com. 2024年7月21日閲覧。
15. ↑  “Ciberche.net - 2003-2004: Un doblete histórico”. www.ciberche.net. 2024年7月21日閲覧。
16. ↑  “Frank Rijkaard (2003-2008)” (スペイン語). www.fcbarcelona.es. 2024年7月21日閲覧。
17. ↑  “El triunfo del Barça en el Clásico de la Liga 2003-04” (スペイン語). Mundo Deportivo (2020年4月25日). 2024年7月21日閲覧。
18. ↑  コパ・デル・レイ2003–04に優勝した為

## ピチーチ賞
最も多く得点を挙げた選手にはピチーチ賞が贈られる。
| 順位 | 選手                   | 所属クラブ               | 得点数 | PK数 |
| ---- | ---------------------- | ------------------------ | ------ | ---- |
| 1    | ロナウド               | レアル・マドリード       | 24     | 1    |
| 2    | ジュリオ・バチスタ     | セビージャ               | 20     | 7    |
| 3    | ミスタ                 | バレンシア               | 19     | 0    |
| 3    | フェルナンド・トーレス | アトレティコ・マドリード | 19     | 5    |
| 3    | ラウール・タムード     | エスパニョール           | 19     | 6    |
| 6    | サルバ・バジェスタ     | マラガ                   | 18     | 6    |
| 7    | サミュエル・エトオ     | マジョルカ               | 17     | 6    |
| 8    | ダビド・ビジャ         | レアル・サラゴサ         | 16     | 5    |
| 9    | ハビエル・サビオラ     | FCバルセロナ             | 14     | 0    |
| 9    | ニハト・カフヴェジ     | レアル・ソシエダ         | 14     | 0    |
| 9    | サボ・ミロシェビッチ   | セルタ・デ・ビーゴ       | 14     | 1    |
| 9    | ロナウジーニョ         | FCバルセロナ             | 14     | 2    |

スペインプロリーグ機構発行の2003_04版の記録 Memoria de la LFP
1. ↑  「スペインの新聞マルカ紙は サルバ・バジェスタが19ゴールを挙げたとしているが、LFP(スペインプロリーグ機構)が認定しているのは18ゴールである。」と、Wikipediaスペイン語版の「Primera División de España 2003/04」の引用では記載している。 "El Diario Marca le concede a Salva Ballesta 19 goles, aunque la LFP le reconoce 18."
2. ↑  「スペインの新聞マルカ紙は ダビド・ビジャが17ゴールを挙げたとしているが、LFP(スペインプロリーグ機構)が認定しているのは16ゴールである。」と、Wikipediaスペイン語版の「Primera División de España 2003/04」の引用では記載している。 "El Diario Marca le concede a David Villa 17 goles, aunque la LFP le reconoce 16."

## サモラ賞
平均失点数が最も低いゴールキーパーにはサモラ賞が贈られる。
| 順位 | 選手                     | クラブ                   | 試合 | 失点 | 失点率 |
| ---- | ------------------------ | ------------------------ | ---- | ---- | ------ |
| 1    | サンティアゴ・カニサレス | バレンシア               | 37   | 25   | 0.68   |
| 2    | フランシスコ・モリーナ   | デポルティーボ           | 33   | 30   | 0.91   |
| 3    | リカルド・サンソル       | オサスナ                 | 34   | 32   | 0.94   |
| 4    | ビクトル・バルデス       | FCバルセロナ             | 32   | 31   | 0.97   |
| 5    | エステバン               | セビージャ               | 30   | 34   | 1.13   |
| 6    | ダニエル・アランスビア   | アスレティック・ビルバオ | 34   | 42   | 1.24   |
| 7    | ペペ・レイナ             | ビジャレアル             | 38   | 49   | 1.29   |
| 8    | イケル・カシージャス     | レアル・マドリード       | 37   | 50   | 1.35   |
| 9    | アルバノ・ビサーリ       | レアル・バリャドリード   | 37   | 53   | 1.43   |
| 10   | セサル・ライネス         | レアル・サラゴサ         | 30   | 44   | 1.47   |